# Stenellipsis casteli
Stenellipsis casteli är en skalbaggsart som beskrevs av Pierre Lepesme och Stefan von Breuning 1953. Stenellipsis casteli ingår i släktet Stenellipsis och familjen långhorningar. Inga underarter finns listade i Catalogue of Life.